# Pteronymia lilla
Pteronymia lilla är en fjärilsart som beskrevs av William Chapman Hewitson 1856. Pteronymia lilla ingår i släktet Pteronymia och familjen praktfjärilar. Inga underarter finns listade.